# Neolissochilus
Neolissochilus is een geslacht van straalvinnige vissen uit de familie van karpers (Cyprinidae).

## Soorten
- Neolissochilus baoshanensis (Chen & Yang, 1999)
- Neolissochilus benasi (Pellegrin & Chevey, 1936)
- Neolissochilus blythii (Day, 1870)
- Neolissochilus compressus (Day, 1870)
- Neolissochilus dukai (Day, 1878)
- Neolissochilus hendersoni (Herre, 1940)
- Neolissochilus heterostomus (Chen & Yang, 1999)
- Neolissochilus hexagonolepis (McClelland, 1839)
- Neolissochilus hexastichus (McClelland, 1839)
- Neolissochilus longipinnis (Weber & de Beaufort, 1916)
- Neolissochilus namlenensis (Nguyen & Doan, 1969)
- Neolissochilus nigrovittatus (Boulenger, 1893)
- Neolissochilus paucisquamatus (Smith, 1945)
- Neolissochilus soroides (Duncker, 1904)
- Neolissochilus spinulosus (McClelland, 1845)
- Neolissochilus stevensonii (Day, 1870)
- Neolissochilus stracheyi (Day, 1871)
- Neolissochilus subterraneus Vidthayanon & Kottelat, 2003
- Neolissochilus sumatranus (Weber & de Beaufort, 1916)
- Neolissochilus thienemanni (Ahl, 1933)
- Neolissochilus tweediei (Herre & Myers, 1937)
- Neolissochilus vittatus (Smith, 1945)